# Franqueville (Aisne)
Franqueville település Franciaországban, Aisne megyében. Lakosainak száma 107 fő (2022. január 1.). Franqueville Lemé, Marfontaine, Rougeries, Saint-Gobert és Saint-Pierre-lès-Franqueville községekkel határos.

## Népesség
A település népességének változása:
| Lakosok száma | 157  | 134  | 113  | 125  | 129  | 120  | 113  | 110  | 108  | 107  |
|               | 1968 | 1982 | 1990 | 2006 | 2013 | 2015 | 2017 | 2019 | 2020 | 2022 |